# Markovo, Plovdiv
Markovo (în bulgară Марково) este un sat în comuna Rodopi, regiunea Plovdiv,  Bulgaria. 

## Demografie
Componența etnică a satului Markovo
     Bulgari (82,63%)
     Nicio identificare (17,12%)
     Altele (0,4%)
La recensământul din 2011, populația satului Markovo era de 2.499 locuitori. Din punct de vedere etnic, majoritatea locuitorilor (82,63%) erau bulgari. Pentru 17,12% din locuitori nu este cunoscută apartenența etnică.